# میزان مشارکت

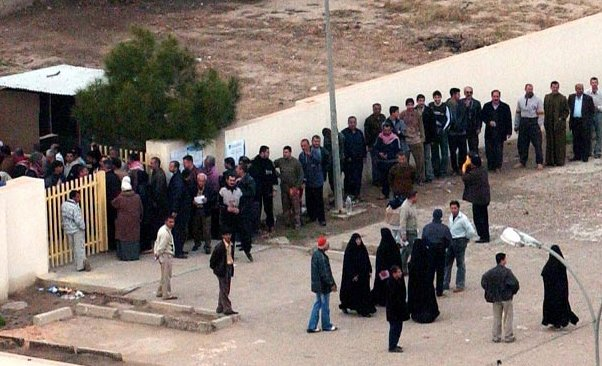
صف طولانی رای گیری بغداد

میزان مشارکت نسبت تعداد کسانی که در انتخابات شرکت می‌کنند به کل واجدان شرایط است.
البته واجدان شرایط در همهٔ کشورها شامل همهٔ بزرگسالان نمی‌شود. در برخی کشورها جنسیت یا نژاد یا مذهب برای واجدان ملاک می‌شود، البته ملاک‌های معمول در دنیا سن و شهروندی است.
پس از افزایش مشارکت مردمی بیشتر مردم‌سالاری‌های راه‌افتاده از حدود دههٔ ۱۳۴۰ (۱۹۶۰ میلادی) شاهد روند کاهشی بوده‌است. کاهش مشارکت شاید به دلیل سه عامل سرخوردگی و ناکامی یا بی‌اعتنایی و اهمیت ندادن یا خشنودی باشد. کمبود مشارکت معمولاً عنصری نامطلوب می‌نماید و بحث‌هایی فراوان دربارهٔ عامل‌های مؤثر در میزان مشارکت و راه‌های افزایشش هست. به‌رغم بررسی‌های بسیار پژوهشگران نظرهای گوناگونی دربارهٔ چرایی کاهش مشارکت دارند. ایشان طیفی گسترده از عامل‌های اقتصادی و جمعیتی و فرهنگی و فناورانه و سازمانی را علت این رخداد می‌دانند. برای افزایش شرکت مردم در انتخابات خیلی تلاش شده‌است.
مشارکت در کشورهای دنیا خیلی متفاوت است؛ مثلاً در بلژیک که رای دادن اجباری است و در مالت که اجباری نیست، درصد مشارکت به ۹۵٪ رسیده‌است.

## مشارکت در انتخابات در کشورهای جهان
بر اساس آمار بدست آمده از پایگاه اینترنتی International Idea (مؤسسه بین‌المللی دموکراسی و کمک به انتخابات) که در استکهلم استقرار دارد میزان مشارکت مردم کشورها در انتخابات‌های اخیر به شرح زیر است:
| ردیف | نام کشور             | سال  | درصد مشارکت | نوع انتخابات |
| ۱    | افغانستان            | ۲۰۰۹ | ۳۸٫۸        | ریاست جمهوری |
| ۲    | الجزایر              | ۲۰۰۹ | ۷۴٫۵۵       | ریاست جمهوری |
| ۳    | اتریش                | ۲۰۱۰ | ۵۳٫۵۶       | ریاست جمهوری |
| ۴    | بلغارستان            | ۲۰۱۱ | ۴۸٫۲۵       | ریاست جمهوری |
| ۵    | جمهوری دمکراتیک کنگو | ۲۰۱۱ | ۵۹٫۰۵       | ریاست جمهوری |
| ۶    | کرواسی               | ۲۰۱۰ | ۵۰٫۱۲       | ریاست جمهوری |
| ۷    | جمهوری چک            | ۲۰۱۳ | ۵۹٫۰۸       | ریاست جمهوری |
| ۸    | مصر                  | ۲۰۱۲ | ۵۱٫۸۵       | ریاست جمهوری |
| ۹    | فنلاند               | ۲۰۱۲ | ۶۸٫۸۶       | ریاست جمهوری |
| ۱۰   | فرانسه               | ۲۰۱۲ | ۸۰٫۳۵       | ریاست جمهوری |
| ۱۱   | گواتمالا             | ۲۰۱۱ | ۶۰٫۸۳       | ریاست جمهوری |
| ۱۲   | هائیتی               | ۲۰۱۱ | ۲۲٫۳۶       | ریاست جمهوری |
| ۱۳   | هندوراس              | ۲۰۰۹ | ۴۹٫۸۸       | ریاست جمهوری |
| ۱۴   | ایسلند               | ۲۰۱۲ | ۶۹٫۳۲       | ریاست جمهوری |
| ۱۵   | ایرلند               | ۲۰۱۱ | ۵۶٫۱۱       | ریاست جمهوری |
| ۱۶   | قرقیزستان            | ۲۰۱۱ | ۶۱٫۲۸       | ریاست جمهوری |
| ۱۷   | لیتوانی              | ۲۰۰۹ | ۵۷٫۷۶       | ریاست جمهوری |
| ۱۸   | مقدونیه              | ۲۰۰۹ | ۴۲٫۳۶       | ریاست جمهوری |
| ۱۹   | مکزیک                | ۲۰۱۲ | ۶۳٫۱۴       | ریاست جمهوری |
| ۲۰   | نیجر                 | ۲۰۱۱ | ۴۸٫۹۶       | ریاست جمهوری |
| ۲۱   | نیجریه               | ۲۰۱۱ | ۵۳٫۶۸       | ریاست جمهوری |
| ۲۲   | پاراگوئه             | ۲۰۱۳ | ۶۸٫۰۲       | ریاست جمهوری |
| ۲۳   | لهستان               | ۲۰۱۰ | ۵۵٫۳۱       | ریاست جمهوری |
| ۲۴   | پرتغال               | ۲۰۱۱ | ۴۶٫۵۲       | ریاست جمهوری |
| ۲۵   | رومانی               | ۲۰۰۹ | ۵۸٫۰۲       | ریاست جمهوری |
| ۲۶   | روسیه                | ۲۰۱۲ | ۶۵٫۲۷       | ریاست جمهوری |
| ۲۷   | سنگال                | ۲۰۱۲ | ۵۷٫۱۲       | ریاست جمهوری |
| ۲۸   | صربستان              | ۲۰۱۲ | ۴۶٫۲۶       | ریاست جمهوری |
| ۲۹   | اسلوونی              | ۲۰۰۹ | ۵۱٫۶۷       | ریاست جمهوری |
| ۳۰   | اسلوونی              | ۲۰۱۲ | ۴۲٫۴۱       | ریاست جمهوری |
| ۳۱   | تانزانیا             | ۲۰۱۰ | ۴۲٫۸۴       | ریاست جمهوری |
| ۳۲   | اوکراین              | ۲۰۱۰ | ۶۹٫۷        | ریاست جمهوری |
| ۳۳   | آمریکا               | ۲۰۱۲ | ۵۷٫۵        | ریاست جمهوری |
| ۳۴   | ونزوئلا              | ۲۰۱۲ | ۸۰٫۲۸       | ریاست جمهوری |
| ۳۵   | یمن                  | ۲۰۱۲ | ۶۴٫۷۸       | ریاست جمهوری |
| ۳۶   | ارمنستان             | ۲۰۱۲ | ۶۲٫۷۸       | پارلمانی     |
| ۳۷   | آذربایجان            | ۲۰۱۰ | ۴۹٫۷۵       | پارلمانی     |
| ۳۸   | بحرین                | ۲۰۱۰ | ۶۷          | پارلمانی     |
| ۳۹   | بلغارستان            | ۲۰۱۳ | ۵۲٫۴۹       | پارلمانی     |
| ۴۰   | کانادا               | ۲۰۱۱ | ۶۱٫۴۰       | پارلمانی     |
| ۴۱   | کلمبیا               | ۲۰۱۰ | ۴۳٫۷۵       | پارلمانی     |
| ۴۲   | کرواسی               | ۲۰۱۱ | ۵۴٫۱۷       | پارلمانی     |
| ۴۳   | استونی               | ۲۰۱۱ | ۶۳٫۵۳       | پارلمانی     |
| ۴۴   | فنلاند               | ۲۰۱۱ | ۶۷٫۳۷       | پارلمانی     |
| ۴۵   | فرانسه               | ۲۰۱۲ | ۵۵٫۴        | پارلمانی     |
| ۴۶   | گرجستان              | ۲۰۱۲ | ۵۹٫۷۶       | پارلمانی     |
| ۴۷   | آلمان                | ۲۰۰۹ | ۷۰٫۷۸       | پارلمانی     |
| ۴۸   | یونان                | ۲۰۱۲ | ۶۲٫۴۷       | پارلمانی     |
| ۴۹   | مجارستان             | ۲۰۱۰ | ۴۶٫۶۶       | پارلمانی     |
| ۵۰   | هند                  | ۲۰۰۹ | ۵۸٫۱۹       | پارلمانی     |
| ۵۱   | عراق                 | ۲۰۱۱ | ۶۴          | پارلمانی     |
| ۵۲   | ایتالیا              | ۲۰۱۳ | ۷۵٫۱۹       | پارلمانی     |
| ۵۳   | ژاپن                 | ۲۰۱۲ | ۵۹٫۳۲       | پارلمانی     |
| ۵۴   | اردن                 | ۲۰۱۲ | ۵۶٫۵        | پارلمانی     |
| ۵۵   | کویت                 | ۲۰۱۲ | ۵۹٫۵۳       | پارلمانی     |
| ۵۶   | لبنان                | ۲۰۰۹ | ۵۳٫۹۸       | پارلمانی     |
| ۵۷   | لیتوانی              | ۲۰۱۲ | ۳۵٫۹۱       | پارلمانی     |
| ۵۸   | هلند                 | ۲۰۱۲ | ۷۴٫۵۶       | پارلمانی     |
| ۵۹   | اسپانیا              | ۲۰۱۱ | ۶۸٫۹۴       | پارلمانی     |
| ۶۰   | سوئیس                | ۲۰۱۱ | ۴۹٫۱        | پارلمانی     |
| ۶۱   | بریتانیا             | ۲۰۱۰ | ۶۵٫۷۷       | پارلمانی     |
| ۶۲   | آمریکا               | ۲۰۱۰ | ۴۱٫۵۹       | پارلمانی     |

ب